# Paks kärnkraftverk
Paks kärnkraftverk (ungerska: Paksi Atomerőmű) är Ungerns enda kärnkraftverk. Det ligger vid floden Donau, 5 kilometer från staden Paks i den centrala delen av landet. Det har fyra tryckvattenreaktorer av rysk tillverkning och producerar nästan hälften av Ungerns elbehov.
Kärnkraftverket började byggas år 1967 och den första reaktorn togs i drift 1982.  Driftstiden för reaktorerna var ursprungligen beräknad till 30 år men har senare förlängts till 50 år.
Ungerns parlament har godkänt en utbyggnad av kraftverket med två nya reaktorer. Uppdraget har gått till ryska Rosatom och 80 % av bygget skall finansieras med lån från Ryssland.